# Збишина
Збишина (хрв. Zbišina) је насељено место у саставу града Цреса, на острву Црес, Приморско-горанска жупанија, Хрватска.

## Историја
До територијалне реорганизације у Хрватској била је у саставу старе општине Црес-Лошињ.

## Становништво
У попису становништва из 2011. године, Збишина је имала 2 становника.
| Број становника према пописима | Број становника према пописима | Број становника према пописима | Број становника према пописима | Број становника према пописима | Број становника према пописима | Број становника према пописима | Број становника према пописима | Број становника према пописима | Број становника према пописима | Број становника према пописима | Број становника према пописима | Број становника према пописима | Број становника према пописима | Број становника према пописима | Број становника према пописима |
| ------------------------------ | ------------------------------ | ------------------------------ | ------------------------------ | ------------------------------ | ------------------------------ | ------------------------------ | ------------------------------ | ------------------------------ | ------------------------------ | ------------------------------ | ------------------------------ | ------------------------------ | ------------------------------ | ------------------------------ | ------------------------------ |
| 1857                           | 1869                           | 1880                           | 1890                           | 1900                           | 1910                           | 1921                           | 1931                           | 1948                           | 1953                           | 1961                           | 1971                           | 1981                           | 1991                           | 2001                           | 2011                           |
| 0                              | 0                              | 34                             | 39                             | 43                             | 42                             | 0                              | 0                              | 57                             | 24                             | 27                             | 9                              | 6                              | 4                              | 3                              | 2                              |

Напомена: Године 1857, 1869, 1921. и 1931. подаци су садржани у насељу Орлец. Од 1880. до 1910. исказивано као део насеља.